# Парламентские выборы в Сан-Марино (1932)
Парламентские выборы в Сан-Марино проходили 28 августа 1932 года. После прихода к власти в апреле 1923 года Фашистская партия Сан-Марино была единственной партией, участвовавшей в выборах. Фашисты вновь получили все 60 мест парламента.
Капитаном-регентом вновь стал секретарь фашистской партии Джулиано Гоци.

## Результаты
| Партия                               | Голоса | %    | Мест |
| ------------------------------------ | ------ | ---- | ---- |
| Фашистская партия Сан-Марино         | 2 573  | 100  | 60   |
| Недействительных/пустых бюллетеней   | 0      | –    | –    |
| Всего                                | 2 573  | 100  | 60   |
| Зарегистрированных избирателей/ Явка | 3 915  | 65,7 | –    |
| Источник: Nohlen & Stöver            |        |      |      |